# 李時珍

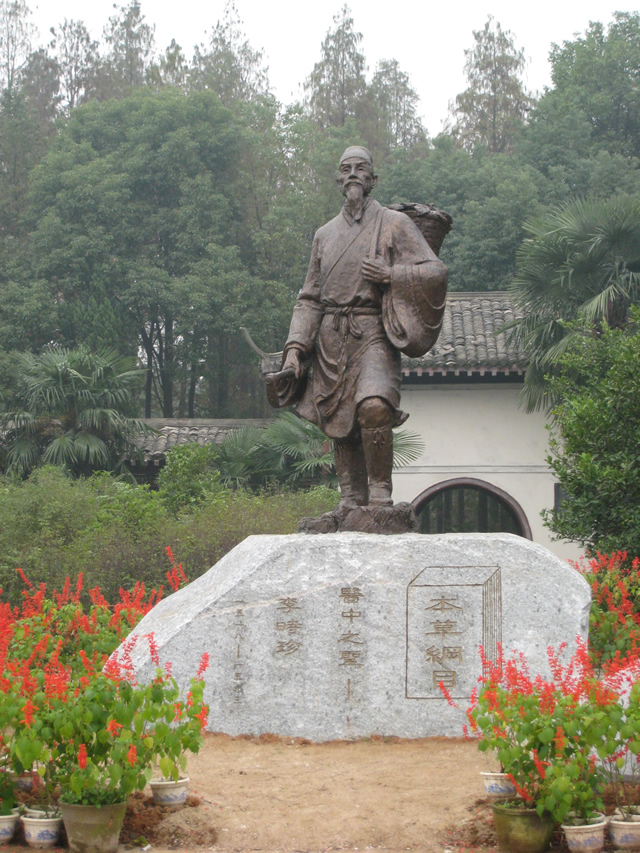
李時珍の生家に建てられた銅像

李時珍を描いた切手（中華人民共和国1955年発行・中国古代科学家シリーズの一つ）

李 時珍（り じちん、1518年7月3日（正徳13年5月26日） - 1593年（万暦21年））は、中国大陸明の医師・本草学者。字は「東璧」、号は「瀕湖山人」。中国本草学の集大成とも呼ぶべき『本草綱目』や、奇経や脈診の解説書である『瀕湖脈学』・『奇経八脈考』を著した。

## 生涯
黄州府蘄州（現在の湖北省黄岡市蘄春県蘄州鎮）で、代々医師を務める家に生まれた李時珍は、幼い頃から、父の李言聞（字は子郁、号は月池）の助手をしながら育った。
父は『医学八脈考』・『人参伝』と言った医学書を執筆するほどの名医であったが、当時の医師の社会的身分の低さから、息子には医業を継がせずに、科挙に合格して官僚になる事を望んでいた。しかし、子供の頃から病弱だった李時珍は医学への思いを絶ちがたく、23歳の時に父に懇願して、医学を学ぶ事を認めてもらった。
彼の医学の才能はたちまちに開花し、数年後には名医として湖北一帯に名を知られ、明の皇族である楚王までが彼を頼るようになった。そして、李時珍34歳の時に、明朝における医学の最高機関であった「太医院」に推薦を受けて、北京に赴いた。しかし、彼には中央の役人として勤めることは性に合っていなかったらしく、1年後には帰郷し、再び地元で医業を始める事となった。

## 研究内容・業績・評価
- 中国の本草学は、神農が全ての薬草・毒草を食べて作ったとされる（実際は後漢時代に編纂されたと考えられている）『神農本草経』を原典として、多くの増補が繰り返されてきた。だが、時代が下るにつれて、名称や薬効についての誤りや、重複・遺漏が多数含まれるようになっていった。李時珍はこれを憂慮して、新しい本草学書の編纂を志した。参考にした書物は800種を数え、彼自身も多数の薬物の実物を収集し、研究を重ねた。26年の歳月を費やし、最終的な完成までには3回の校訂を重ねて、遂に61歳の時に、『本草綱目』全52巻190万余字が完成した。
- しかしながら、『本草綱目』は当時の医学・本草学の世界で聖典視していた『神農本草経』中の説や、配列・構成に対しても訂正を加えた事などから、李時珍に対して激しい糾弾が浴びせられた。その結果、その出版は事実上閉ざされる事となった。だが、李時珍に理解を示す人たちの奔走により、1593年に南京の出版業者の胡昇竜が出版に応じ、また時の皇帝万暦帝への献上の機会を得る事になった。だが、この直後に李時珍は病に倒れて急死してしまう。献上された『本草綱目』は万暦帝から賞賛され、出版に便宜が図られる事になった。この本は日本などの周辺諸国のみならず、ラテン語などのヨーロッパ語にも訳されて、世界の博物学・本草学に大きな影響を与えた。
- 中国古代四大名医：扁鵲、張機、華佗、李時珍として、名を連ねている。

## 著書
- 『本草綱目』
- 『瀕湖脈学』
- 『奇経八脈考』